# Dewa (provincie)

Kaart met de voormalige Japanse provincies (1868) met Dewa in het rood

Dewa (出羽国, Dewa no kuni) is een voormalige provincie van Japan, het omvatte de huidige prefecturen Yamagata en Akita, met uitzondering van de stad Kazuno en de gemeente Kosaka. Dewa lag naast de provincies Echigo en Mutsu

## Geschiedenis
Dewa-no kuni werd in het eerste jaar van de Wado era (708), administratief afgescheiden van de provincie Echigo. Het gebied werd langzaam groter naarmate de Japanse grens meer en meer naar het noorden werd verlegd, ten koste van de inheemse bevolking van noord Honshu.
In de Sengoku-periode, viel de zuidelijke regio rond Yamagata onder de Mogami clan en het noorden werd beheerd door de Akita clan. Beide clans vochten voor Tokugawa Ieyasu in de Slag bij Sekigahara.
In de Meijiperiode, werd Dewa opgedeeld in de provincies Uzen en Ugo alvorens het huidige prefecturen systeem werd ingevoerd.

## Heligdommen
De volgende officiële heiligdommen zijn volgens de Engishiki te vinden in Dewa:
- Ōmonoimi-jinja (大物忌神社; tegenwoordig: Chōkaisan-Ōmonoimi-jinja (鳥海山大物忌神社)), in het huidige Yuza, Akumi, Yamagata
- Omonoimi-jinja (小物忌神社) in Akumi (tegenwoordig: Yamadate, Sakata, Yamagata)
- Gassan-jinja (月山神社) in Akumi (tegenwoordig: Tachiyazawa, Shōnai, Yamagata)
- Oga-jinja (遠賀神社) in Tagawa-gun (tegenwoordig: 3 ronsha (論社) in de stadsdelen Inooka, Ogawara en Tonojima van Tsuruoka, Yamagata)
- Yuzusame-jinja (由豆佐売神社) im Tagawa-gun (tegenwoordig: Yutagawa, Tsuruoka, Yamagata)
- Ideha-jinja (伊弖波神社, tegenwoordig: 出羽神社) in Tagawa-gun (tegenwoordig: Tōge, Haguro-machi, Tsuruoka, Yamagata)
- Shioyuhiko-jinja (塩湯彦神社) in Hiraka (tegenwoordig: Omatsukawa, Sannai, Yokote, Akita)
- Haushiwake-jinja (波宇志別神社, tegenwoordig: Horowasan-Haushiwake-jinja (保呂羽山波宇志別神社)) in Hiraka (tegenwoordig: Yasawagi, Ōmori-machi, Yokote, Akita)
- Soegawa-jinja (副川神社) in Yamamoto, waarvan heden ten dage de volgende 4 ronsha (論社) over zijn gebleven:
  - Soegawa-jinja in het huidige Uraō-machi, Hachirōgata, Akita
  - Takerokusho-jinja (嶽六所神社) in het huidige Jingūji, Daisen, Akita
  - Hachiman-jinja (八幡神社) in het huidige Jingūji, Daisen, Akita
  - Soegawa-shinmeija (添川神明社) in het huidige Soegawa, Akita, Akita

Gassan-jinja en Ideha-jinja zijn beide heiligdommen van de Drie Bergen van Dewa.